# Baienfurt
Baienfurt – miejscowość i gmina w Niemczech, w kraju związkowym Badenia-Wirtembergia, w rejencji Tybinga, w regionie Bodensee-Oberschwaben, w powiecie Ravensburg, wchodzi w skład związku gmin Mittleres Schussental.

## Współpraca
- Brześć, Białoruś